# 斯文岩
斯文岩（英語：Sven Rock）是南極洲的岩石，位於奧拉夫岩以南的吉爾伯特海峽，屬於帕默群島的一部分，由英國探險隊拍攝照片，現時由南極條約體系管理。